# 聖胡安龍屬
聖胡安龍屬是艾雷拉龍科恐龍的一屬，生存於三疊紀晚期的阿根廷，是生存年代最早的恐龍之一，是艾雷拉龍、南十字龍的姊妹分類單元。

## 發現與命名

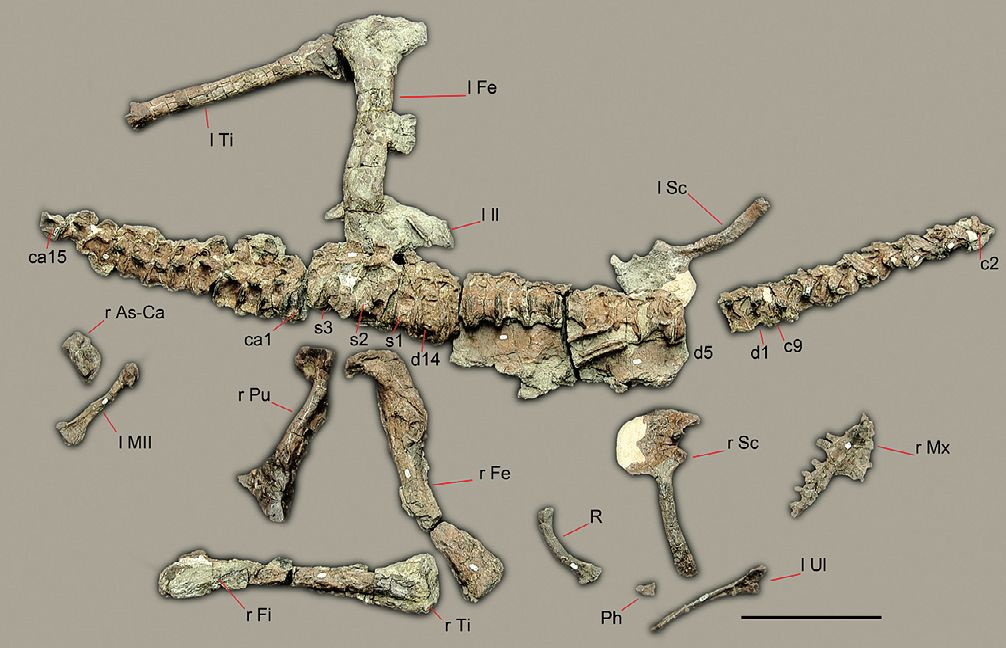
戈氏聖胡安龍的正模標本

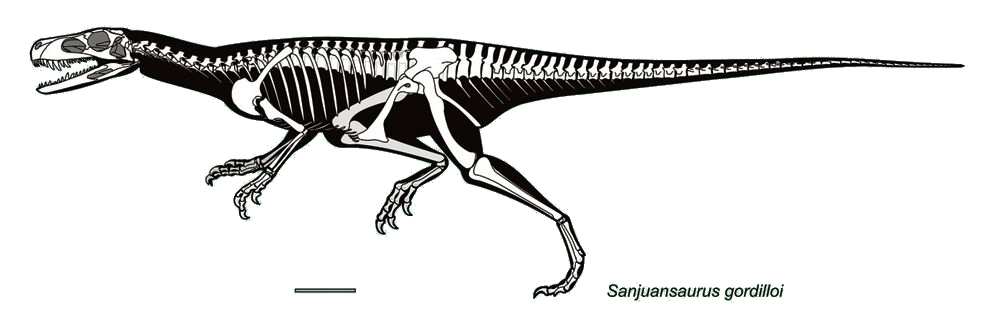
戈氏聖胡安龍的骨骼重建圖

目前只有發現一個化石，是在1994年由聖胡安國立大學的古生物學家Ricardo N. Martínez所發現。化石被發現時，被認為是艾雷拉龍的一個標本。經過聖胡安博物館的清除母岩、化石處理工作後，研究人員發現這是不同於艾雷拉龍的新恐龍。
正模標本（編號PVSJ 605）是一個關節仍連接的部分骨骼，包含：左上頜骨的一部分、大部分脊椎（從第二頸椎到第12節尾椎，缺少三節背椎）、兩個肩胛骨、左尺骨、部分腸骨與恥骨、後肢的股骨與脛骨、左腓骨、左距骨與左跟骨，以及數塊手掌、腳掌骨頭。這個標本發現於阿根廷西北部聖胡安省的伊沙瓜拉斯托省立公園，屬於伊斯基瓜拉斯托組（Ischigualasto Formation）下層的Cancha de Bocas段，地質年代約2億3140萬年前，相當於三疊紀晚期的卡尼階晚期。伊斯基瓜拉斯托組是個厚達700公尺的砂岩、泥岩層，過去曾是個泛濫平原，有許多河道流經。
在2010年，阿根廷古生物學家Oscar A. Alcober與Ricardo N. Martínez將這個化石作正式研究、命名。模式種是戈氏聖胡安龍（Sanjuansaurus gordilloi），屬名意為「聖胡安省的蜥蜴」，種名則是以Raul Gordillo為名，他是聖胡安博物館的化石處理主要工作人員。

## 特徵

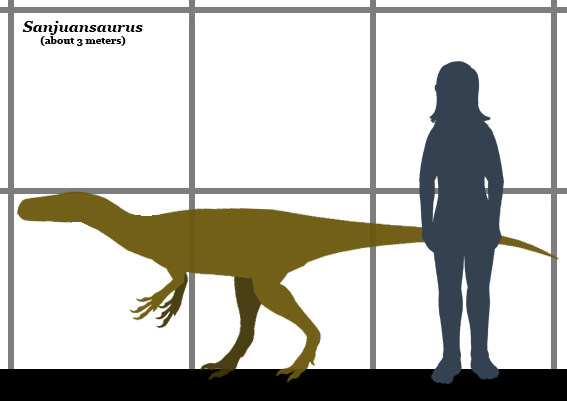
聖胡安龍與人類的體型比較圖

聖胡安龍是種中型恐龍，股骨長39.5公分，身長估計約為3公尺，體型接近艾雷拉龍。
研究人員列出聖胡安龍的許多鑑定特徵。後段頸椎兩側的橫突（Transverse process）長、呈帶狀，朝側後方突出。第六到第八節背椎的神經棘，具有銳利的前突與後突。鳥喙骨有長的後腹突。恥骨短，大約是股骨長度的63%。股骨的第四粗隆部附近有不平整溝痕。

## 古生物學
聖胡安龍跟顏地龍、始盜龍、艾雷拉龍、濫食龍等早期恐龍共同生存於三疊紀晚期的相同地區，這些早期恐龍分別屬於早期蜥臀目恐龍、艾雷拉龍科、蜥腳形亞目，顯示卡尼階的盤古大陸南部已有相當多樣性的恐龍群；而早期理論認為，恐龍在卡尼階到諾利階之間緩慢地達到多樣性。
卡尼階之後是諾利階，目前在當地諾利階地層只發現一個腔骨龍科化石，而發現大量肉食性伪鳄类的化石，顯示在卡尼階到諾利階之間，曾發生改變動物相的生態事件。

## 分類
在同份研究裡，Alcober與Martinez提出種系發生學分析，發現聖胡安龍是種艾雷拉龍科恐龍，是艾雷拉龍、南十字龍的姊妹分類單元，三者之間有許多共有衍徵。艾雷拉龍科是一群生活在阿根廷和巴西三疊纪晚期的原始恐龍，艾雷拉龍科的系统分類位置在許多研究中有不相同的位置。Alcober與Martinez在這份研究提出，艾雷拉龍科不屬於獸腳亞目，而是蜥臀目的一群原始物種所構成的單系群演化支。